# Trigonostigma somphongsi
Trigonostigma somphongsi es una especie de peces de la familia Cyprinidae en el orden de los Cypriniformes.

## Morfología
Los machos pueden llegar alcanzar los 10,5 cm de longitud total.

## Hábitat
Es un pez de agua dulce.

## Distribución geográfica
Se encuentra en la cuenca del río Maeklong (Tailandia ).